# Привет от брата-невидимки
«Привет от брата-невидимки» (англ. Hello Brother) — индийская комедия на языке хинди, вышедшая в прокат в Индии 10 сентября 1999 года. Режиссёром фильма был Сохаил Хан, а главные роли сыграли два его старших брата: Салман и Арбаз.

## Сюжет
Герой (Салман Хан) очень жизнерадостный парень, хотя и вырос в бедности. Он работает курьером на фирме у господина Кханны (Шакти Капур) и развозит посылки. Герой влюблён в свою соседку Рани (Рани Мукхерджи), с которой вместе вырос. Рани работает в детском саду и смотрит на своего воздыхателя только лишь как на друга детства. А мужчиной её мечты является полицейский Вишал Сингх (Арбааз Хан), которого перевели из Дели в Мумбаи для борьбы с наркодилерами. Расследование Вишала приводит его в фирму Кханны. Герой не знает, что его босс использует его для доставки наркотиков клиентам, и вступается за Кханну, отчего тоже оказывается под подозрением. Но Кханна решает избавиться и от полицейского и от своего курьера и расстреливает их. Вишала удаётся спасти с помощью пересадки сердца, взятого у Героя. После смерти Герой начинает следовать за Вишалом в виде духа, чтобы помочь ему найти Кханну. Охотясь за Кханной, Вишал знакомится с Рани и влюбляется в неё.